# Limnophila disposita
Limnophila disposita là một loài ruồi trong họ Limoniidae. Chúng phân bố ở miền Australasia.